# Sankt Nicolai Kirke (Middelfart)
 For alternative betydninger, se Sankt Nikolaj Kirke. (Se også artikler, som begynder med Sankt Nikolaj Kirke)
Sankt Nicolai Kirke, eller Middelfart Kirke, er en gotisk basilika med romanske aner. Den er beliggende i købstadens vestlige del på en lav bakke, der skråner ned mod Lillebælt. Kirken er navngivet efter søfartens helgen Sankt Nikolaus.

## Bygningen
Den stående bygning består af et romansk kor fra 1200-tallets anden halvdel, sakristi, tårn og korsarm (nu ligkapel) fra perioden o. 1480-1520 samt et lidt yngre basilikalt skib fra o. 1524. Hertil er i 1667 tilføjet et våbenhus på kirkens sydside og 1701 et materialrum nord for kirken.
Kirkens bygningshistorie er ganske kompliceret. Den ældste kirkebygning, der med nogen sikkerhed kan dokumenteres er en romansk stenkirke, hvis granit- og kalksten blev genanvendt, da man i 1200-tallet byggede en nyt skib og kort derefter kirkens nuværende kor.
Kirken blev væsentligt forandret i tiden efter o. 1480. Bygningsarkæologiske og dendrokronologiske undersøgelser godtgør, at forandringerne indledtes med tilføjelsen af det nuværende sakristi på korets nordside. Herefter opførtes o. 1496/1508 den søndre korsarm og o. 1510/20 det endnu stående tårn (forhøjet o. 1550). Omkring 1524 blev 1200-talsskibet revet ned og det nuværende basilikale skib blev derefter opført mellem det romanske kor og tårnet.
Som med mange andre kystkirker er kirken viet til de søfarendes helgen, Sankt Nikolaj, dette bevidnes tidligst i 1507 i historiske dokumenter.

## Inventar
Selvom kirken rummer enkelte middelalderlige genstande, ikke mindst korbuekrucifikset fra tiden o. 1500, er inventaret domineret af de træskærerarbejder, der føjedes til kirken i 1600-tallet. Denne fornyelse af inventaret indledtes kort før århundredskiftet med opsætningen af en ny prædikestol i 1596, der er udført i tidlig renæssancestil med arkadefelter og hjørnehermer. Prædikestolsopgangen er udført af den lokale snedkermester Hans Nielsen Bang i 1675. Stolestaderne fornyet i perioden o. 1630-80 og inkluderer bl.a. to lukkede stole forrest i skibets stolerækker, der er udsmykket med i udskårne Christian 4.-monogrammer og årstallet 1632. Stolene, der kaldes 'konge- og dronningestolene', har været benyttet af kronens stedlige lens- og amtmænd på Hindsgavl. De almindelige stole inkluderer flere med udskæringer, bl.a. flere med årstallet 1636, mens to prominente bruskbarokke gavle skåret af den lokale snedkermester Hans Nielsen Bang i, formentlig, 1665 findes forrest i tårnrummets stolerækker.
Kirkens arkitektonisk opbyggede altertavle fra ca. 1650 er udført i bruskbarok stil og er af en fynsk type, der bedst kendes igennem Anders Mortensens altertavle til Odense Domkirke. Middelfarttavlens billedprogram har oprindelig bestået af en lodret akse med fremstillinger af Nadveren (postamentets relief), Korsfæstelsen (storfelt), Opstandelsen (topfelt) og Jesus som Verdensdommer (topfigur). De to fløje repræsenterer hhv. det Gl. og Ny Testamente, idet de rummer dels Moses med Retfærdigheden og Håbet, dels Jesus omgivet af Troen og Barmhjertigheden. De oprindelige malerier er udskiftet 1843 med malerier af C.W. Eckersberg forestillende Fortællingen om den største og den mindste og Tre englebørn efter Bertel Thorvaldsens døbefont.
Kirkens døbefont er udført af Herman Wilhelm Bissen (1843-44) og forestiller en knælende engel, der holder et muslingformet fad foran sig. Fonten er kopieret til et antal forskellige, danske kirker, herunder Sankt Laurentii Kirke i Kerteminde. Kirken fik installeret et frobeniusorgel i 1962.

## Gravminder
I kirken er bevaret to stenepitafier og 24 gravsten, alle fra tiden o. 1560-1690. De bedst bevarede af gravstenene har siden 1891 været opstillet langs kirkens vægge, mens enkelte helt udslidte sten er genanvendt som trappe og andre er henstillet i ligkapellet.
Blandt gravstenene kan identificeres enkelte grupper, der hovedsageligt kan tillægges regionale stenhuggerværksteder. Fire sten er således tilskrevet en anonym odenseansk mester, andre er beslægtede med såvel kirkens epitafier som med en gravsten i Skt. Nikolaj Kirke i Bogense, og kan formentlig henføres til et nordfynsk værksted fra 1600-tallets anden halvdel.
I det nuværende ligkapel indrettede amtsforvalter Henrik Leve 1749-52 et gravkapel, hvori to stensarkofager var opstillede bag det jerngitter, der nu er sat for kirkens vestdør. De to kister blev begravet under gulvet, da rummet i 1871 indrettedes som ligkapel.
- Gravminde
- Gravminde

## Eksterne kilder og henvisninger
- Wikimedia Commons har flere filer relateret til Sankt Nicolai Kirke (Middelfart)
- Sankt Nicolai Kirke hos KortTilKirken.dk
- Sankt Nikolaj Kirke hos danmarkskirker.natmus.dk (Danmarks Kirker, Nationalmuseet)